# CIRCLE (関ジャニ∞の曲)
『CIRCLE』（サークル）は、関ジャニ∞の楽曲。2022年7月6日に47枚目のシングル『喝采』のカップリングとしてINFINITY RECORDSから発売された。『2020年ドバイ国際博覧会』の日本館との共同プロジェクト『共に未来に向けて歩みを進めよう #再び繋がり合う世界』のテーマソングである。

## 概要
- 本曲は、2021年10月から2022年3月にかけて開催され、2019年より自身が日本館PRアンバサダーを務めている[9]、国際博覧会『2020年ドバイ国際博覧会』（以下、「ドバイ万博」）の日本館との共同プロジェクト『共に未来に向けて歩みを進めよう #再び繋がり合う世界』のテーマソングとして制作された楽曲[7][8]。
  - 同プロジェクトは、ドバイ万博日本館の「Where ideas meet アイディアの出会い」と言うテーマと、PRアンバサダーを務める関ジャニ∞が自身のライブツアー『KANJANI'S Re:LIVE 8BEAT』を通じて「人と繋がり、共に歌う喜び」に感謝する姿勢が合致したことから始動した[7]。
  - 同プロジェクトの一環としてプロジェクトテーマソングの制作が決定し、本曲が制作された[8]。
  - 世界中の人々が集う万博とのタイアップと言う事で、「世界の人々との繋がり」を意識した歌詞が特徴となっており、イントロのハーモニーも、万国共通で口ずさめるフレーズで始まっている[10]。
- 本曲は、世界中から未来に向けたアイディアが日々共有されているオンライン・プラットフォーム『循環 JUNKAN -Where ideas meet-』に寄せられた投稿も、楽曲制作の参考となっている[7][11]。
  - 2022年3月時点で、同プラットフォーム上に1万2000件を超えるメッセージが寄せられた[2]。
- 本曲の制作の模様は、ドバイ万博日本館の公式SNSアカウント等で随時発信された[8]。
- 2022年1月の発表当初は、楽曲を「2月以降に発表予定」とされていた[7]が、結果的に同年3月18日の発表となった[1]。
- 同年3月18日、本曲の情報解禁に伴い、ミュージック・ビデオのティザー映像が公開された[1]。
- 同年3月26日、メンバーの村上信五がパーソナリティを務める文化放送『村上信五くんと経済クン』にて、本曲がラジオ初オンエアされた[12]。
- 同年3月31日、本曲のフルバージョンのミュージック・ビデオが公開された[2][3][13]。
  - 同MVは、前述の『循環 JUNKAN -Where ideas meet-』に新しい「循環」の輪の構築ということを目的としてきた中で完成されており[1]、見ている誰もが心温まり、明るく前向きになれるアニメーション仕立てのMVとなっている[2][3]。
  - MV監督及びアニメーションは窪田慎が担当した[14]。
- 2022年7月6日、自身の47thシングル『喝采』のカップリングとして本曲が収録された[4][5][6]。
  - 同作の初回限定盤の特典映像として、上述の本曲のMVが収録された[6]。

## クレジット

### 作詞・作曲・編曲
- 作詞・作曲：アオワイファイ
- 編曲：高慶"CO-K"卓史

## タイアップ
- 2020年ドバイ国際博覧会日本館共同プロジェクト『共に未来に向けて歩みを進めよう #再び繋がり合う世界』テーマソング[8][1][2]

## 収録作品

### シングル
- 47thシングル『喝采』

### アルバム
- 配信限定アルバム『関ジャニ∞のいろは』

※1ハーフバージョンを収録。

### 映像作品

#### ライブ映像
- 21stライブDVD/Blu-ray『KANJANI∞ STADIUM LIVE 18祭』

※初回限定盤Bの特典DVD/Blu-rayにも収録。

#### ミュージック・ビデオ
- 47thシングル『喝采』(初回限定盤 特典DVD/Blu-ray)